# Phân chia đế quốc Ottoman
Sự phân chia Đế quốc Ottoman (Đình chiến Mudro, ngày 30 tháng 10 năm 1918 - Sự bãi nhiệm của Vương quốc Hồi giáo Ottoman, ngày 1 tháng 11 năm 1922) là một sự kiện chính trị xảy ra sau Chiến tranh thế giới I và sự chiếm đóng của Constantinople bởi quân đội Anh, Pháp và Ý vào tháng 11 năm 1918. Sự phân chia đã được lên kế hoạch trong một số thỏa thuận được thực hiện bởi các lực lượng Đồng Minh vào đầu Chiến tranh thế giới thứ nhất , đáng chú ý là Hiệp định Sykes-Picot. Khi cuộc chiến tranh thế giới hiện ra, đế quốc Ottoman tìm cách bảo vệ nhưng đã bị các nước Anh, Pháp, và Nga bác bỏ, và cuối cùng thành lập liên minh Ottoman-Đức . Kết hợp khổng lồ của các vùng lãnh thổ và các dân tộc trước đây bao gồm Đế chế Ottoman được chia thành nhiều nước mới. Đế chế Ottoman là quốc gia Hồi giáo hàng đầu về mặt địa lý, văn hoá và hệ tư tưởng. Sự phân chia Đế chế Ottoman dẫn tới sự nổi lên ở Trung Đông của các cường quốc phương Tây như Anh và Pháp và đã tạo ra thế giới Ả Rập hiện đại và Cộng hòa Thổ Nhĩ Kỳ. Kháng chiến đối với ảnh hưởng của các quyền lực này xuất phát từ phong trào quốc gia Thổ Nhĩ Kỳ nhưng không phổ biến rộng rãi ở các quốc gia hậu Ottoman cho đến sau Chiến tranh thế giới II.
Ủy nhiệm của Hội Quốc Liên đã ủy quyền Pháp cho Syria và Lebanon và Anh cho Mesopotamia (sau này là Iraq) và cho Palestine, sau đó chia thành Lãnh thổ Ủy trị Palestine và tiểu vương quốc Transjordan (1921-1946). Các tài sản của đế chế Ottoman ở bán đảo Ả Rập đã trở thành Vương quốc Hejaz, được phụ trách bởi Vương quốc Hồi giáo của Nejd (nay là Ả Rập Xê Út) và Vương quốc Mutawakkilite của Yemen. Các tài sản của Đế chế trên các bờ biển phía tây của Vịnh Ba Tư đã bị Ả Rập Saudi (Alahsa và Qatif) sáp nhập, hoặc vẫn là lãnh thổ được bảo vệ của Anh (Kuwait, Bahrain, và Qatar) và trở thành các quốc gia Ả Rập của Vịnh Ba Tư.
Sau khi chính phủ Ottoman sụp đổ hoàn toàn, nó đã ký Hiệp ước Sèvres năm 1920. Tuy nhiên, Chiến tranh Thổ giành Độc lập đã buộc các cường quốc châu Âu quay trở lại bàn đàm phán trước khi hiệp ước này có thể được phê chuẩn. Châu Âu và Đại hội Quốc hội Thổ Nhĩ Kỳ sau đó đã ký kết và phê chuẩn Hiệp ước Lausanne mới năm 1923, thay thế Hiệp ước Sèvres và củng cố hầu hết các vấn đề lãnh thổ. Một vấn đề chưa được giải quyết, cuộc tranh chấp giữa Vương quốc Iraq và Cộng hòa Thổ Nhĩ Kỳ đối với tỉnh Mosul cũ sau đó đã được thương lượng dưới Liên đoàn các quốc gia vào năm 1926. Người Anh và Pháp phân chia vùng đông của Trung Đông, còn gọi là Đại Syria, giữa họ trong Hiệp định Sykes-Picot. Các thỏa thuận bí mật khác đã được ký kết với Ý và Nga.. Tuyên bố Balfour khuyến khích phong trào quốc tế của những người theo Chủ nghĩa phục quốc Do Thái đẩy mạnh một quê hương Do Thái ở khu vực Palestine. Trong khi là một phần của Triple entente (Đồng minh ba bên), Nga cũng đã có những thoả thuận thời chiến chống lại nó tham gia vào việc phân chia Đế chế Ottoman sau cuộc Cách mạng Nga. Hiệp ước Sèvres chính thức công nhận các ủy thác của Hội Quốc Liên mới trong khu vực, sự độc lập của Yemen và chủ quyền Anh đối với Síp.

## Lý lịch

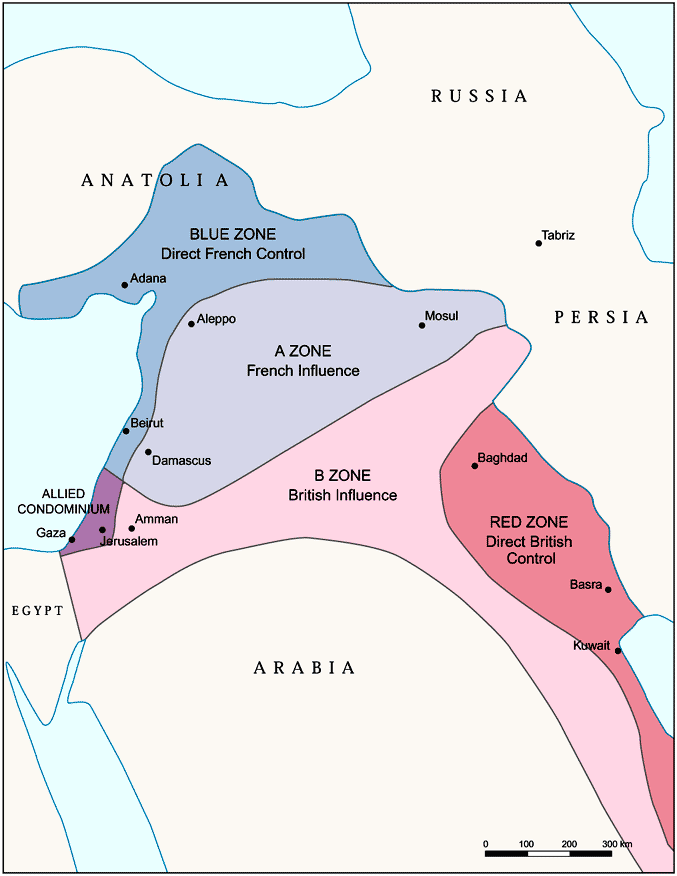
Địa lý của Thỏa hiệp Sykes-Picot

Các cường quốc phương Tây từ lâu đã tin rằng cuối cùng họ sẽ trở nên nổi trội trong khu vực cho là do chính quyền trung ương của Đế chế Ottoman yếu kém. Anh đã tiên đoán nhu cầu bảo đảm khu vực này vì vị trí chiến lược của nó trên con đường đến Thuộc địa Ấn Độ và nhận thấy mình bị chặn lại trong một cuộc đấu tranh với Nga về ảnh hưởng đế quốc được gọi là Ván Cờ Lớn (Great Game). Những quyền lực này không đồng ý với các mục tiêu mâu thuẫn sau chiến tranh của họ và thực hiện một số thỏa thuận tay đôi và tay ba.

## Ủy quyền Pháp

Bản đồ Ủy quyền Pháp ở Syria và Lebanon

Syria và Liban trở thành một chế độ bảo hộ của Pháp. Sự kiểm soát của Pháp đã được đáp ứng ngay lập tức với đề kháng vũ trang, và để chống chủ nghĩa quốc gia Ả Rập, Pháp đã phân chia khu vực uỷ nhiệm thành Lebanon và bốn tiểu bang.

### Ủy quyền ở Lebanon
Đại Lebanon là tên của lãnh thổ do Pháp tạo ra. Đó là tiền thân của Lebanon hiện đại. Nó tồn tại từ ngày 1 tháng 9 năm 1920 đến ngày 23 tháng 5 năm 1926. Pháp đã khắc phục lãnh thổ của nó từ vùng đất của Levantine (do Hội Quốc Liên uỷ nhiệm) để tạo ra một "nơi ẩn náu an toàn" cho dân số Maronite Kitô. Maronites giành được quyền tự trị và đảm bảo vị trí của họ trong Lebanon độc lập vào năm 1943.
Sự can thiệp của Pháp cho người Maronites bắt đầu với sự đầu hàng của Đế quốc Ottoman, các thoả thuận được thực hiện trong suốt thế kỷ 16 đến thế kỷ 19. Năm 1866, khi Youssef Bey Karam dẫn đầu một cuộc nổi dậy Maronite ở Núi Lebanon, một lực lượng hải quân do Pháp dẫn đầu đã giúp đỡ, đe doạ thống đốc, Dawood Pasha, tại Porte của Sultan và sau đó đưa Karam đến nơi an toàn